# اینگونه زاده شده‌ام: مجموعه
«این‌گونه زاده شده‌ام: مجموعه» (به انگلیسی: Born This Way: The Collection) آلبومی از هنرمند اهل ایالات متحده آمریکا لیدی گاگا است که در  ۲۱ نوامبر ۲۰۱۱ منتشر شد.